# Anisodes exaucta
Anisodes exaucta là một loài bướm đêm trong họ Geometridae.